# 八千代町停留場
八千代町停留場（やちよまちていりゅうじょう、八千代町電停）は、長崎県長崎市八千代町にある長崎電気軌道本線の停留場である。駅番号は26。
1号・2号・3号各系統が停車する。

## 歴史
八千代町停留場は1915年（大正4年）に開業した。当時の軌道は長崎本線と並走する位置に敷かれていて、停留場からは長崎機関区に通じる職員用の通路が伸びていた。太平洋戦争下の1944年（昭和19年）には急行運転の開始に合わせて一度廃止されるも、1947年（昭和22年）に復活した。
1957年（昭和32年）には戦後の都市計画の中で新設された国道206号へ軌道が移設、それまでの停留場は廃止され、新線上へと移って御船町停留場（みふねまちていりゅうじょう）に改称した。停留場名はその後1969年（昭和44年）に八千代町へと戻っている。

### 年表
- 1915年（大正4年）11月16日：第1期線（築町 - 病院下）が開通[5][6]。八千代町停留場が開業[3]。
- 1944年（昭和19年）1月：戦時下の急行運転により廃止[3]。
- 1947年（昭和22年）12月：復活[3]。
- 1957年（昭和32年）12月19日：ルート変更により旧線上の停留場が廃止[3]、新線上に移設し御船町停留場に改称[1][7]。
- 1966年（昭和41年）9月20日：八千代町停留場に再度改称[1][3]。
- 1995年（平成7年）
  - 2月1日：長崎駅前寄りに移設[3]。7日には歩道橋を撤去[8]。
  - 3月16日：停留場の改修工事が完了[8]。
- 1999年（平成11年）3月16日：宝町寄りに再度移設[3]、改築[9]。

## 構造
八千代町停留場は併用軌道区間にあり、道路上にホームが設けられる。ホームは2面あり、南北方向に伸びる2本の線路を挟んで向かい合う（相対式ホーム）。線路の東側にあるのが長崎駅前方面行き、西側にあるのが赤迫方面行きのホーム。
かつては横断歩道橋が接続していたが、1995年に撤去された（銭座町停留場と同時期）。合わせて停留場は長崎駅前寄りに130メートルほど移設され、代わって横断歩道が接続するようになった。1999年にはその横断歩道と停留場脇に新築されたマンション駐車場に通じる細街路の位置が重なったことから横断歩道を移動、それに伴い停留場も宝町寄りに45メートルほど移設された。

## 利用状況
長崎電軌の調査によると1日の乗降客数は以下の通り。長崎電軌の中でも利用者数が少ない停留場である。
- 1998年 - 806人[1]
- 2015年 - 700人[13]

## 周辺
- チョーコー醤油本社
- 長崎県交通局（県営バス）本局・長崎営業所
- 西部ガス長崎支社
- イデックスリテール西九州八千代町給油所

## 隣の停留場
長崎電気軌道
本線
宝町停留場 (25) - 八千代町停留場 (26) - 長崎駅前停留場 (27)